# Lobactis scutaria
Lobactis scutaria es una especie monotípica del género de corales Lobactis, que pertenece a la familia Fungiidae, orden Scleractinia. 
Esta especie está ampliamente distribuida y es común en su rango geográfico, desde las costas orientales de África, mar Rojo, golfo de Adén, aguas tropicales de los océanos Índico y Pacífico, hasta Hawái.

## Taxonomía
Hasta muy recientemente, esta especie se ha incluido en el género Fungia, como Fungia scutaria, pero el Registro Mundial de Especies Marinas ha actualizado su taxonomía, con base en estudios filogenéticos moleculares de la familia Fungiidae, incluyéndola en el género Lobactis como única especie válida. No obstante, tanto el Sistema Integrado de Información Taxonómica, como la Lista Roja de Especies Amenazadas de la UICN, aún nombran la especie como Fungia scutaria.

## Morfología
Los Lobactis, como el resto de especies de la familia Fungiidae, son pólipos solitarios libres, que, cuando alcanzan la madurez, pueden desplazarse unos 30 cm diarios. Durante su juventud están anclados a rocas mediante una especie de tallo, que se romperá, dejando libre de movimientos al coral. Secretan un esqueleto en forma oval, de cuyo centro parten radialmente los septa hacia el perímetro. Los septa primarios comienzan con largos lóbulos tentaculares, y están distribuidos en intervalos regulares. Alcanzan los 170 mm de largo.
Tienen la habilidad tanto de quitarse sedimentos o restos de su superficie, como de recobrar su posición en caso de que hayan sido dados la vuelta; lo consiguen hinchándose de agua como una bola y aprovechando las corrientes.
La boca del animal se encuentra en el centro y los tentáculos son pequeños y presentan unas células urticantes denominadas nematocistos, empleadas en la caza de presas de plancton. Durante el día suelen tener retraídos los tentáculos, extendiéndolos por la noche para cazar.
La gama de colores abarca el marrón, azul y amarillo, a menudo con lóbulos tentaculares vívidamente coloreados de azul, verde o blanco.

## Alimentación
Los tejidos del pólipo contienen algas simbióticas llamadas zooxantelas. Las algas realizan la fotosíntesis produciendo oxígeno y azúcares, que son aprovechados por los pólipos, y se alimentan de los catabolitos del coral (especialmente fósforo y nitrógeno). Esto les proporciona entre el 70 y el 95% de sus necesidades alimenticias. El resto lo obtienen atrapando plancton y materia orgánica disuelta en el agua.

## Reproducción
Se reproducen asexualmente mediante gemación, y sexualmente, lanzando al exterior sus células sexuales. En este tipo de reproducción, la mayoría de los corales liberan óvulos y espermatozoides al agua, siendo por tanto la fecundación externa.  Los huevos una vez en el exterior, permanecen a la deriva arrastrados por las corrientes varios días, más tarde se forma una larva plánula que, tras deambular por la columna de agua, cae al fondo, se adhiere a él y, tras metamorfosearse a pólipo, comienza su vida sésil, secretando carbonato cálcico para conformar un esqueleto individual, o coralito.

## Galería

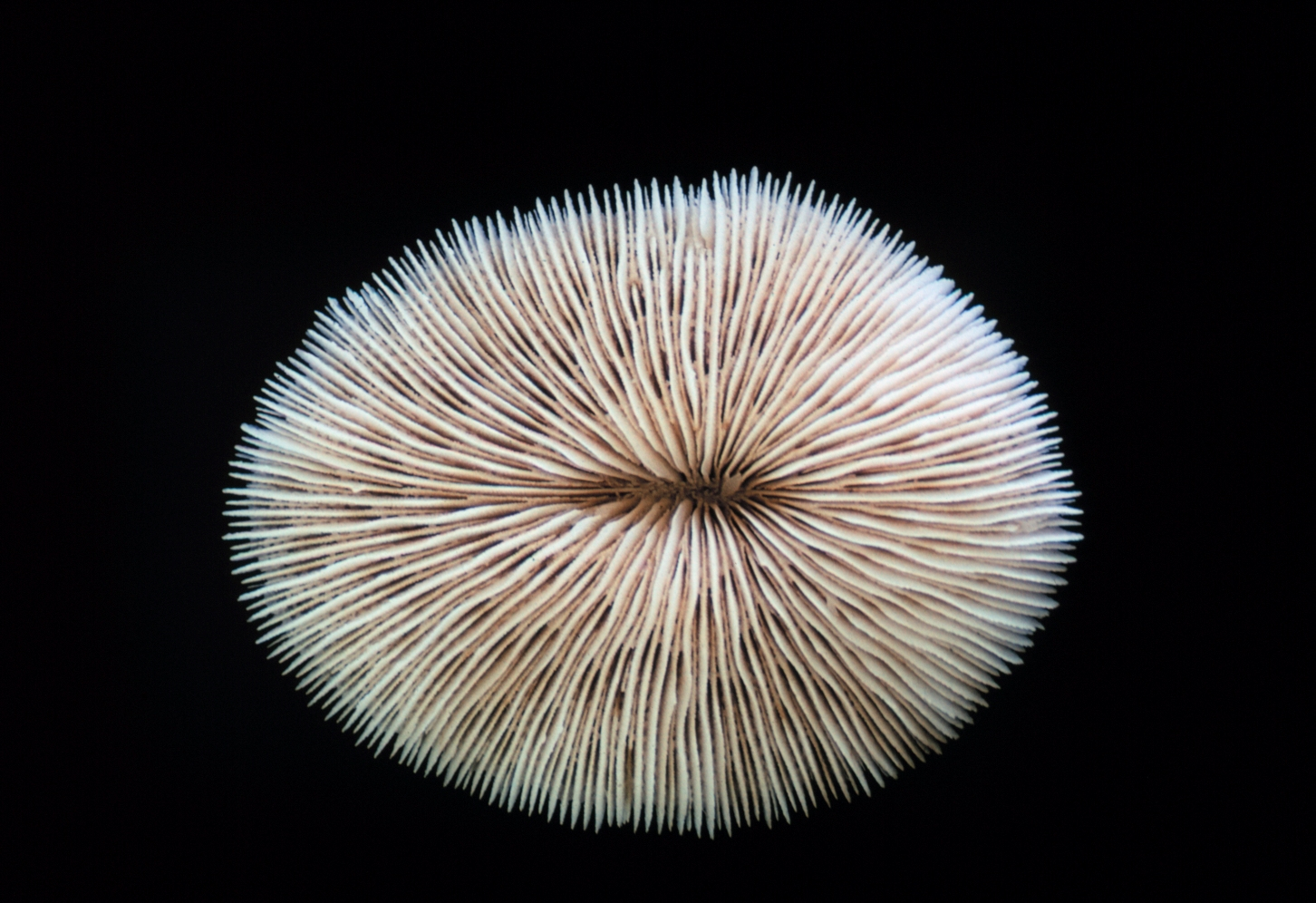
Esqueleto calcáreo de L. scutaria. Universidad de Hawái, Instituto de Biología Marina.
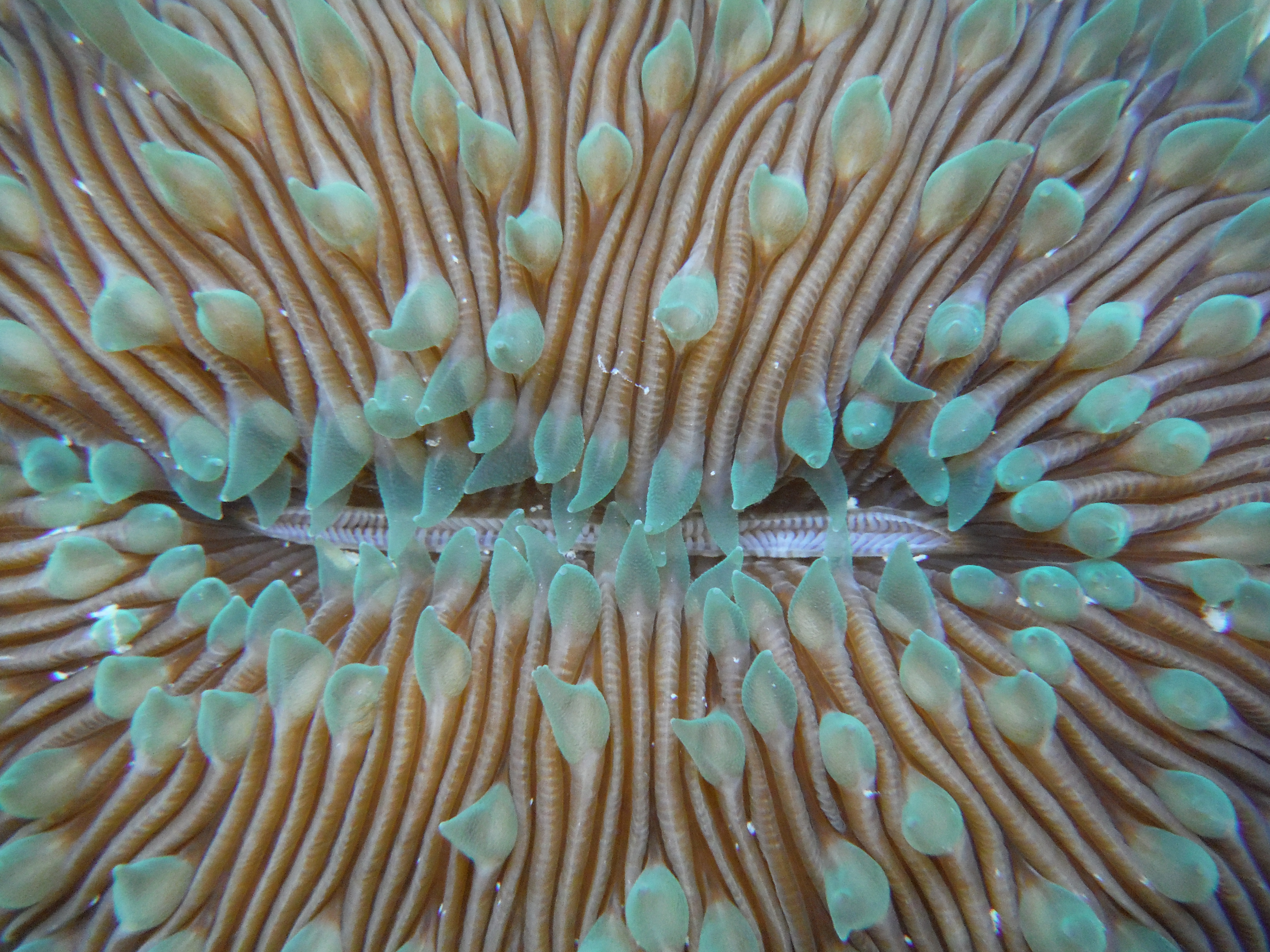
Boca y tentáculos de L. scutaria.
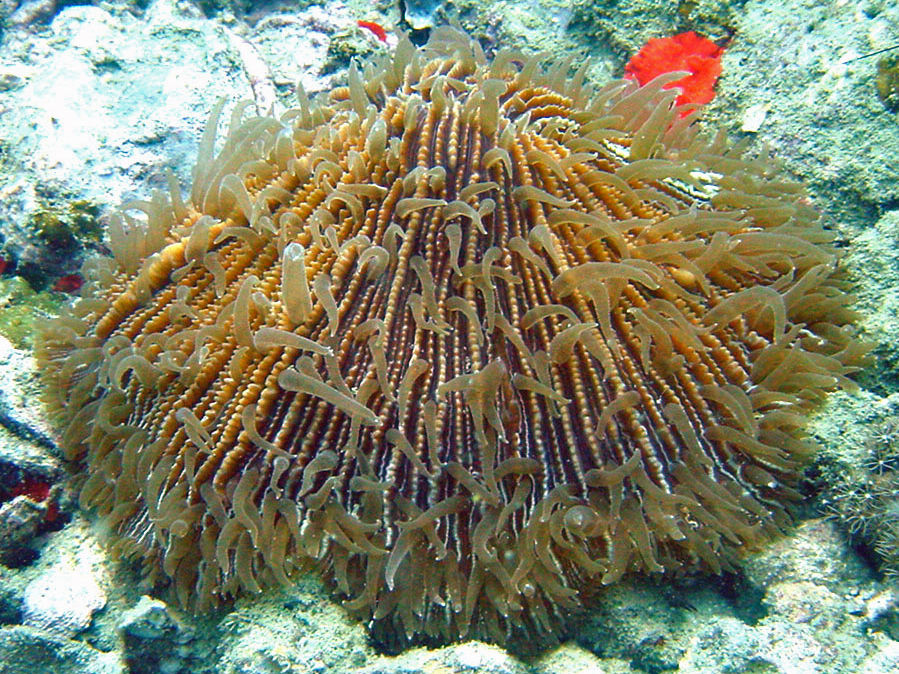
Con tentáculos expandidos, en Koh Phangan, Tailandia.
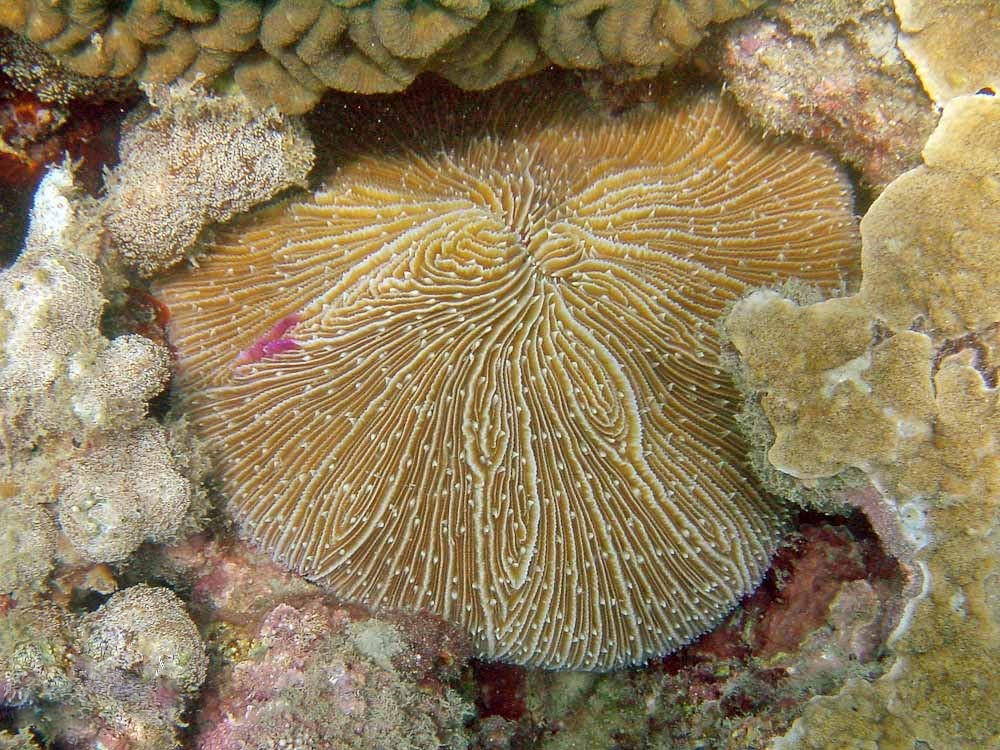
L. scutaria con septos formando dibujos irregulares en la superficie del esqueleto, anormales para la especie. Koh Phangan.
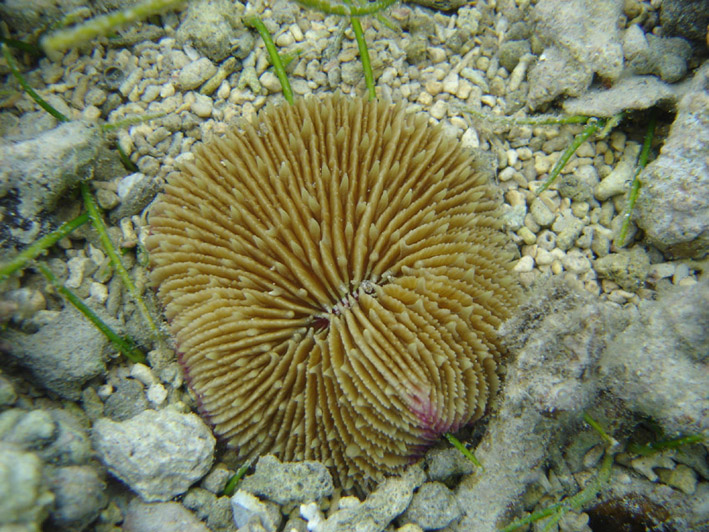
Con tentáculos retraídos en Reunión.
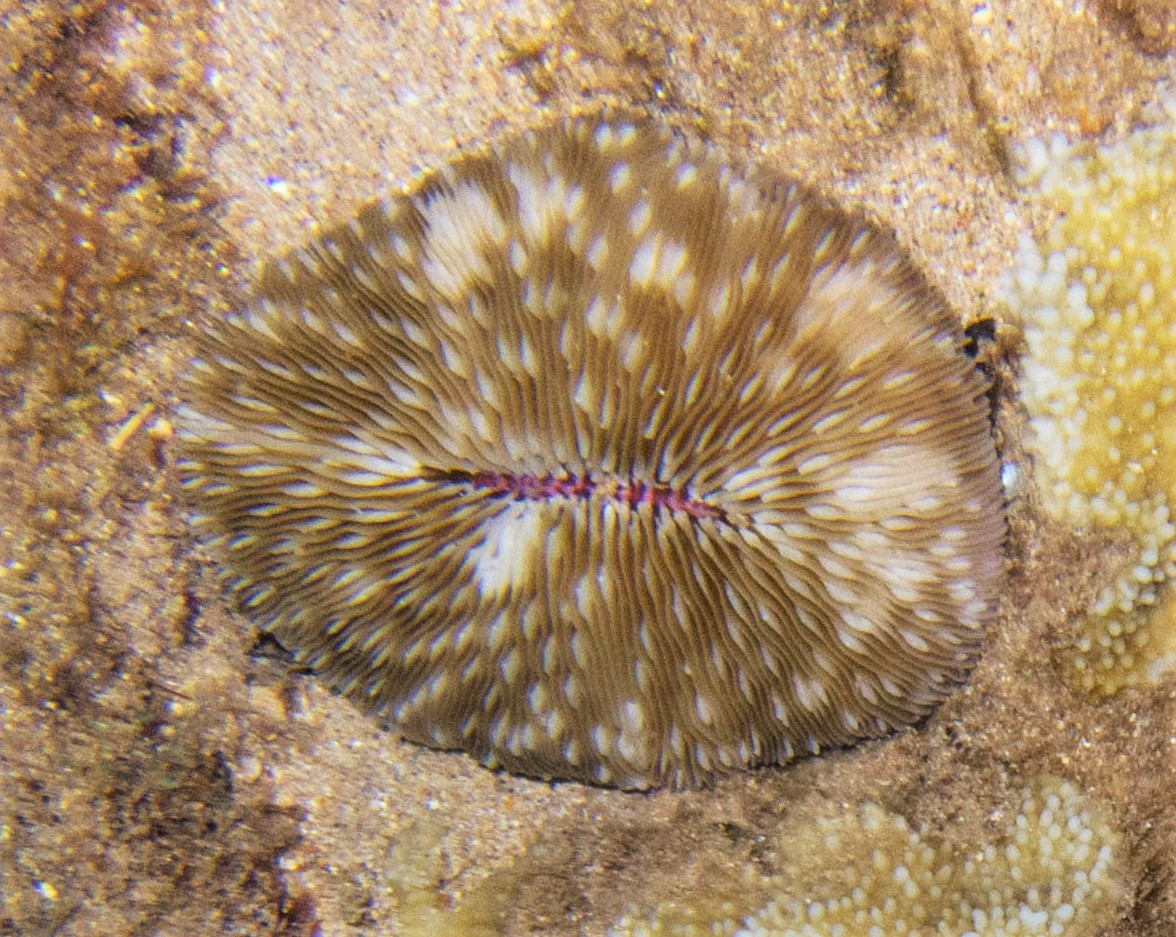
En Haleiwa, Hawái.
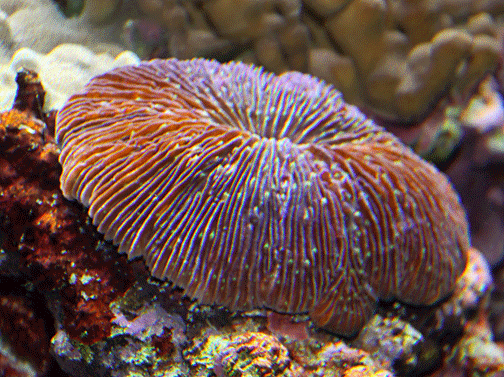
En Samoa Americana.
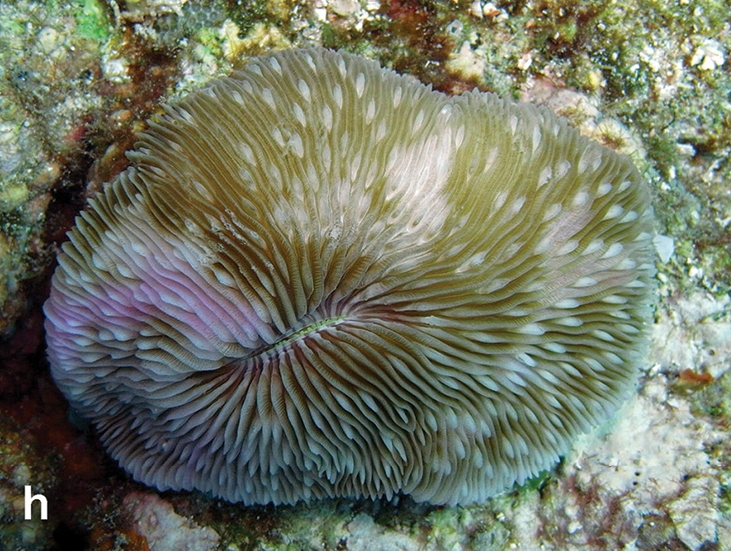
En Pulau Layang Layang, islas Spratly.

## Hábitat
Viven en arrecifes localizados en los mares tropicales, en zonas poco profundas, de 1 a 30 m, bien iluminadas y cercanas a las costas. Mayoritariamente se encuentran en fondos rocosos de laderas y en sustratos arenosos del arrecife, entre lagunas y zonas protegidas de oleaje, aunque también habitan laderas superiores del arrecife expuestas a fuertes corrientes. 

## Distribución geográfica
Se distribuyen ampliamente en el océano Indo-Pacífico, siendo especie nativa de Arabia Saudí; Australia; Birmania; Camboya; islas Cocos (Keeling); Comoros; Islas Cook; Egipto; Eritrea; Filipinas; Fiyi;  Guam; India; Indonesia; Israel; Japón; Jordania; Kenia; Kiribati; Madagascar; Malasia; Maldivas; islas Marianas del Norte; islas Marshall; Mauritius; Mayotte; Micronesia; Mozambique; Nauru; isla Navidad; Nueva Caledonia; Niue; Omán; Polinesia Francesa; Palaos; Papúa Nueva Guinea; Reunión; Samoa; Samoa Americana;  Seychelles; Singapur; islas Salomón; Somalia; Sri Lanka; Sudán; Taiwán (China); Tanzania; Tailandia; Tokelau; Tonga; Tuvalu; Vanuatu; Vietnam; Wallis y Futuna; Yemen y Yibuti.

## Conservación
La Lista Roja de Especies Amenazadas de la UICN califica el estado de conservación global de la especie como Preocupación menor ver. 3.1, exponiendo al respecto:
En general, la mayor amenaza para los corales es el cambio climático global, en particular, las temperaturas extremas que conducen a la decoloración y una mayor susceptibilidad a la enfermedad, aumento de la gravedad de los eventos ENOS y las tormentas, y la acidificación de los océanos.
La amenaza conocida más importante para esta especie es la extensa reducción del hábitat de arrecifes de coral, debido a una combinación de amenazas. Las tendencias de población específicas son desconocidas, pero la reducción de la población se pueden deducir de la pérdida de hábitat estimada (Wilkinson 2004). Está muy extendida y es común en toda su área de distribución y por lo tanto es probable que sea más resistente a la pérdida de hábitat y la degradación de los arrecifes debido a un tamaño efectivo de la población general asumido, que está altamente conectado y / o estable, con una mayor variabilidad genética.
Las medidas recomendadas para la conservación de esta especie incluyen la investigación en taxonomía, la población, la abundancia y tendencias, el estado de la ecología y hábitat, amenazas y resistencia a las amenazas, la acción de restauración; identificación, creación y gestión de nuevas áreas protegidas; expansión de las áreas protegidas; gestión de la recuperación; y de la enfermedad, y la gestión de parásitos patógenos. La propagación artificial y técnicas como la criopreservación de gametos pueden ser importantes para la conservación de la biodiversidad de corales.